# 中國工商銀行（美國）
中國工商銀行（美國）（英語：Industrial and Commercial Bank of China (USA) N.A），简称工银美国，是中國工商銀行在美国的一家附屬银行，也是中资银行在美国最大的分支机构，总部位于纽约市。目前工银美国拥有13家支行，支行设于纽约市、旧金山、奥克兰、阿罕布拉市、西雅图、哈岗、天普市、托仑斯、休斯顿。也是MoneyPass柜员机网络成员。

## 歷史

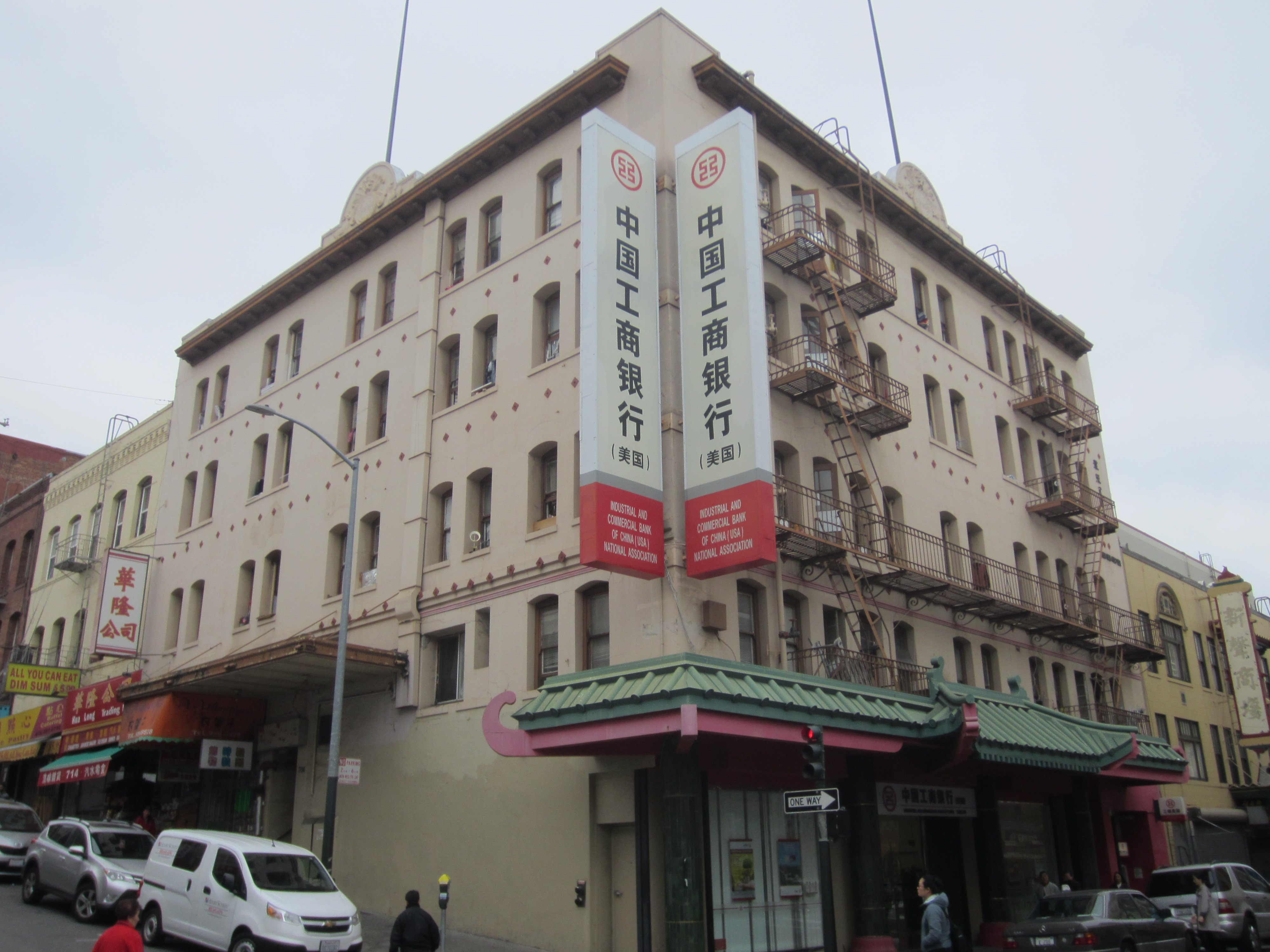
旧金山唐人街的工银美国支行

中國工商銀行（美國），前身是美国东亚银行，美国东亚银行是香港东亚银行在美国的子行,于2001年通过收购美国加州的小規模華人銀行——大興銀行(Grand National Bank)而成立，2003年，美国东亚银行总行由加州迁往纽约，并于纽约市开设首间分行。截至2010年9月30日,美国东亚银行的资产总额为7.17亿美元，有13家分行，提供全面零售银行服务。
2008年10月15日，中国工商银行纽约分行在美国纽约举行了隆重的开业典礼，宣告中国工商银行纽约分行正式开业。
美国中部时间2011年1月21日，工行和东亚银行在芝加哥签署了股份买卖协议。 根据协议，工行将向东亚银行支付约1.4亿美元的对价，收购美国东亚银行80%的股权，东亚银行持有剩余20%的股权。此次收购是中资银行对美国商业银行的第一次控股权收购。
2012年5月9日，美国联邦储备委员会当天发表声明，批准中国工商银行收购美国东亚银行股份。